# Cyaniris masinissa
Cyaniris masinissa är en fjärilsart som beskrevs av Hans Fruhstorfer 1910. Cyaniris masinissa ingår i släktet Cyaniris och familjen juvelvingar. Inga underarter finns listade i Catalogue of Life.